# Durban-Corbières

Durban-Corbières este o comună în departamentul Aude din sudul Franței. În 1 ianuarie 2022 avea o populație de 644 de locuitori.